# Moses Alo-Emile
Pas d'image ? Cliquez ici

a Compétitions nationales et continentales officielles uniquement.

Dernière mise à jour le 29 mars 2025.
Moses Alo-Emile, né le 18 janvier 2000 à Brisbane (Australie), est un joueur australien d'origine samoane de rugby à XV évoluant au poste de pilier avec le Stade français Paris.
Il est le frère cadet de Paul Alo-Emile, également joueur de rugby à XV.

## Biographie

### Jeunesse et formation
Moses Alo-Emile naît à Brisbane en Australie. Son frère ainé Paul est un joueur international samoan de rugby à XV.
Durant sa jeunesse, il est scolarisé au sein de la Brisbane State High School où il joue pour l'équipe de rugby à XV de l'établissement, avant de rejoindre le centre de formation du Stade français Paris en juillet 2018 avec qui il a signé un contrat espoir pour trois saisons.

### En club
Moses Alo-Emile dispute son premier match avec l'équipe professionnelle du Stade français le 8 décembre 2018 face aux Ospreys en Challenge européen en remplaçant Sylvain Nicolas à la 67e minute.
Lors de la saison 2020-2021 de Top 14, il vit sa première titularisation le 20 février 2021 face au Stade rochelais. Au final, durant cette saison, il dispute treize matchs de championnat.
Il inscrit son premier essai en Top 14 le 30 janvier 2022 face au RC Toulon. Durant la saison 2021-2022 de Top 14, il dispute vingt matchs et inscrit un essai. Il joue également trois matchs de Coupe d'Europe.
En octobre 2022, il prolonge son contrat avec le Stade français. Durant la saison 2022-2023 de Top 14, il dispute vingt-deux matchs de championnat. Il joue également trois matchs de Challenge Cup.
En juillet 2024, il prolonge son contrat avec le club parisien jusqu'en 2028.

## Palmarès
Néant.